# Józef Sękowski (rzeźbiarz)
Józef Sękowski (ur. 1 kwietnia 1939 w Wesołej) – polski rzeźbiarz i pegagog.

## Życiorys
Absolwent Liceum Sztuk Plastycznych w Jarosławiu (1959) i Wydziału Rzeźby Akademii Sztuk Pięknych w Krakowie (klasa doc. Wandy Ślędzińskiej, dyplom z wyróżnieniem w 1966). W 1968 rozpoczął pracę na tym Wydziale (był jego dziekanem z przerwami łącznie przez 15 lat: pierwsza kadencja od 1978). Wśród jego studentów byli m.in.: Mariola Wawrzusiak i Paweł Orłowski, W 1995 otrzymał tytuł profesora zwyczajnego. W latach 2002–2005 prorektor ASP.